# Catalina Flaquer
Pour les articles homonymes, voir Flaquer et Pascual.
Catalina Flaquer Pascual, née à Capdepera en 1876 et morte en 1937 à Porreres, est une résistante républicaine espagnole, membre du groupe des Roges des Molinar, fusillée par les nationalistes le 5 janvier 1937 avec ses deux filles, Antònia et Maria, sur l'île de Majorque pendant la guerre d'Espagne.

## Biographie
Originaire d'El Molinar, quartier populaire d'ouvrier et de pêcheurs, Catalina Flaquer travaille dans le milieu industriel de la ville de Palma.
Forte de grandes convictions politiques, elle lutte activement pour les droits des femmes, avec ses filles Antònia et Maria Pasqual Flaquer.
Elles sont surnommées les Roges del Molinar,.
Au début de la guerre d'Espagne, lorsque les troupes franquistes prennent l'île de Majorque, la répression s'abat contre les républicains. Catalina Flaquer est arrêtée et détenue à la prison pour femmes de Palma le 2 août 1936.
Elle est fusillée, avec ses deux filles, Antònia Pascual Flaquer et  Maria Pascual Flaquer, par les nationalistes durant la nuit du 5 janvier 1937, au cimetière de Porreres, avec les résistantes Aurora Picornell et Belarmina González Rodríguez.

## Postérité
- Sa dépouille et celles de ses filles, Antònia Pascual Flaquer (sa fille aînée, née en 1911) et Maria Pascual Flaquer (sa cadette, née en 1914) , sont officiellement et génétiquement identifiées et reconnues en 2023[9].
- Une rue à Palma de Majorque porte son nom[10].